# James Marsh (réalisateur)
Pour les articles homonymes, voir James Marsh et Marsh.
James Marsh est un réalisateur de films documentaires anglais né le 30 avril 1963 à Truro dans les Cornouailles. Il est surtout connu pour ses films Une merveilleuse histoire du temps, relatant la vie de Stephen Hawking ainsi que Le Projet Nim et Le Funambule, qui lui ont valu de nombreux prix prestigieux.

## Filmographie

### Fictions
- 1999 : Wisconsin Death Trip
- 2005 : The King
- 2009 : The Red Riding Trilogy: 1980
- 2012 : Shadow Dancer
- 2013 : Une merveilleuse histoire du temps (The Theory of Everything)
- 2018 : Le Jour de mon retour (The Mercy)
- 2018 : Gentlemen cambrioleurs (King of Thieves)
- 2023 : Dance First

### Documentaires
- 1990 : The Animator of Prague (sur Jan Švankmajer)
- 1996 : The Burger & the King: The Life & Cuisine of Elvis Presley
- 2005 : The Team
- 2008 : Le Funambule (Man on Wire)
- 2011 : Le Projet Nim (Project Nim)
- 2014 : Cathedrals of Culture

### Télévision
- 2016 : The Night of - Saison 1, épisode 4

## Distinctions
- 2009 : Oscar du meilleur film documentaire pour Le Funambule
- 2009 : British Academy Film Award du meilleur film britannique pour Le Funambule
- 2009 : British Independent Film Award du meilleur film documentaire britannique pour Le Funambule
- 2009 : Independent Spirit Award du meilleur film documentaire pour Le Funambule
- 2009 : Satellite Award du meilleur documentaire pour Le Funambule
- 2009 : World Cinema Audience Award: Documentary au Festival du film de Sundance
- 2011 : Meilleur film par la Boston Society of Film Critics pour Le Projet Nim

- 2011 : Prix spécial du meilleur documentaire au festival du film de Newport Beach pour Le Projet Nim
- 2011 : Prix de la mise-en-scène (section World Cinema) pour James Marsh au festival du film de Sundance pour Le Projet Nim
- 2011 : Meilleur film documentaire par la Southeastern Film Critics Association pour Le Projet Nim
- 2012 : Hitchcock d'Or et Prix du Public Studio Ciné Live au festival du film britannique de Dinard pour Shadow Dancer
- 2012 : Prix Spécial Police au Festival international du film policier de Beaune pour Shadow Dancer
- 2015 : Meilleur film britannique aux British Academy Film Awards pour Une merveilleuse histoire du temps
- 2015 : Saturn Awards du meilleur film international pour Une merveilleuse histoire du temps
- 2015 : David Di Donatello du meilleur film de l'Union européenne pour Une merveilleuse histoire du temps